# Mouloud Mammeri
Mouloud Mammeri es un escritor, antropólogo y lingüista argelino. Nacido el 28 de diciembre de 1917 en Taourirt Mimoune Ait Yenni en la provincia de Tizi Ouzou, Argelia, murió en febrero de 1989 cerca de Ain Defla en un accidente automovilístico cuando regresaba de una conferencia en Oujda, Marruecos.

## Biografía
Mouloud Mammeri realizó sus estudios primarios en su pueblo natal. En 1928 fue a la casa de su tío instalado en Rabat, Marruecos, donde este último era jefe de la secretaría particular de Sidi Mohammed, futuro rey  Muhammad V e intendente general del Palacio Real de Rabat. Cuatro años después volvió a Argel y siguió sus estudios en el Lycée Bugeaud, actualmente el Lycée Émir Abdelkader, en Bab El Oued, Argelia. A continuación fue al Liceo Louis-le-Grand, situado en la rue Saint-Jacques, en el V distrito de París, en el centro del Barrio Latino. Está instalado en los locales del antiguo collège de Clermont, fundado por los jesuitas con la intención de volver a ingresar en la «École normale supérieure». Fue movilizado en 1939 y licenciado en octubre de 1940, año en el que matriculo en la Facultad de Letras de Argel. Volvió a ser movilizado en 1942 después del  desembarco americano y participó en las campañas de Italia, Francia y Alemania.
Al finalizar la guerra preparó un concurso de «Profesores de Letras» en París y regresó a Argelia en septiembre de 1947. Enseñó en  Médéa, después en Ben Aknoun y publicó su primera novela, «La colline oubliée» en 1952. Presionado por la situación política en su país, tuvo que abandonar Argel en 1957.
Desde 1957 hasta 1962, Mouloud Mammeri permaneció en Marruecos y volvió a Argelia el día después de su independencia. Desde 1968 hasta 1972, enseñó  bereber en la Universidad como parte de la sección de Etnología hasta que la cátedra de bereber fue suprimida en 1962. Enseñó en este idioma solo con las autorizaciones correspondientes hasta 1973, mientras que ciertos temas como la Etnología y la Antropología, considerados ciencias coloniales, desaparecieron de la enseñanza universitaria.
Desde 1969 hasta 1980, dirigió el «Centro de Investigación Antropológica, Prehistórica y Etnográfica» de Argel. También tuvo un paso efímero como presidente de la primera «Unión Nacional de Escritores Argelinos», organización que abandonó por discordancias de opinión sobre el papel del escritor en la sociedad.
Mouloud Mammeri recopiló y publicó en 1969 los textos del poeta cabilio Si Mohand. En 1980 fue prohibida una de sus conferencias en Tizi Ouzou sobre la antigua poesía en cabilio, que está en el origen de los acontecimientos de la primavera bereber.
En 1982 fundó el «Centro de Estudios e Investigación Amazigh» en París y la revista Awal (La Palabra); también organizó un seminario sobre lengua y literatura amazig en forma de conferencias complementarias dentro de la «Escuela de la Educación Superior de las Ciencias Sociales» (EHESS). Este largo itinerario científico le permitió reunir una suma de elementos fundamentales en la lengua y la literatura amazig. En 1988, Mouloud Mammeri recibió el título de doctor honoris causa  en la Universidad de la Sorbona.
Mouloud Mammeri murió la noche del 26 de febrero de 1989 después de un accidente automovilístico que tuvo lugar cerca de  Aïn-Defla a su regreso de una conferencia en Uchda (Marruecos) sobre amazig.
El 27 de febrero su cuerpo fue llevado a su hogar en la calle Sfindja —antes calle Laperlier— en Argel. Mouloud Mammeri fue enterrado al día siguiente en Taourirt Mimoun en Beni Yenni. Su funeral fue espectacular ya que asistieron más de 200 000 personas si bien no contó con ninguna representación oficial.

## Citas famosas
Me haccéis el poeta de la cultura bereber y es cierto. Esta cultura es mía, también es tuya. Es uno de los componentes de la cultura argelina, contribuye a enriquecerla, a diversificarla y, como tal quiero, —como deberías hacer conmigo— no solo mantenerla sino desarrollarla.

Dicha en el sentido de la liberación hacia la que mi pueblo irá.
Respuesta de Mouloud Mammeri al artículo «Les Donneurs de leçons», publicado en el diario oficial y cuya respuesta se distribuyó en Argelia escrita a máquina en abril de 1980.

## Juicios acerca de él
- Sus novelas representan, si se quiere, cuatro momentos de Argelia: La colina olvidada en los años 1942 y la inquietud en el pueblo nativo con la partida hacia el país de «otros»; El sueño del justo experiencia de los argelinos allí y el regreso, decepcionados, a los suyos; El Opio y el palo es la guerra de liberación de un pueblo de la montaña cabilia (...). Finalmente La Traversée, después de 1962 termina con desencanto (...). «El misticismo ha vuelto a caer en la política», el dogma y la servidumbre están «programados».[3]

- «Tus relaciones con el poder (todos los poderes) fueron muy claras; una distancia soberana (...) No aceptaste ninguna restricción, ninguna bola a tu pie, ninguna izquierda en tu cuello. Fuiste por excelencia un hombre libre. Y eso es lo que significa "amazigh". Esta libertad te costó muchísimo. De todos modos, ya sabías el precio y siempre lo aceptabas. (...) Sería una afrenta a tu generosidad y tu nobleza de alma que retrasan la enumeración de la injusticia, la calumnia se desliza sobre ti como un simple rasguño (...). ¿Quién puede olvidar los comienzos de los 80? Los hombres que niegan parte de la cultura de este pueblo ... te prohíben dar una conferencia sobre la poesía cabilia. Desde todos lados, desde Bejaia, Bouira y Tizi-Ouzou, Kabylie se levantaron para defender a sus poetas. Y eso es todo Argelia, que, poco a poco, año tras año, va a rechazar mordazas, exclusión, intolerancia, pobres y un día de octubre bajará a la calle para decir que vierte de nuevo su sangre.»[4]

## Obra

### Libros
- La colina olvidada (2ª edición). París, Folio  Gallimard: Union Générale d’Éditions, S.N.E.D. 1952. ISBN 9782070384747. OCLC 16982528.
- Le Sommeil du juste (en francés) (2ª edición). París, Folio  Gallimard: Union Générale d’Éditions, S.N.E.D. 1952. ISBN 9782264009081.
- L’Opium et le Bâton (en francés) (2ª edición). París, Folio  Gallimard: Union Générale d’Éditions, S.N.E.D. 1965. ISBN 2264009063.
- La Traversée (en francés) (2ª edición). Alger, Bouchène. 1992.

### Novelas
- Ameur des arcades et l’ordre (en francés). París: PLON. 1952.
- Le Zèbre (en francés). París: Preuves. 1957.
- La Meute (en francés) (julio-agosto edición). París: Europe. 1976. pp. 567-568.
- L’Hibiscus (en francés) (julio-agosto edición). Montreal: Dèrives. 1985. pp. 67-80.
- Le Désert atavique (en francés) (julio-agosto edición). París: quotidien Le Monde. 1981.
- Ténéré atavique (en francés) (julio-agosto edición). París: Autrement. 1983. pp. nº 5.
- Escales (en francés). Argel: Révolution africaine. 1985. pp. nº 5. ISBN 270712043X.

### Teatro
- Le Foehn ou la preuve par neuf, París, PubliSud, 1982, 2e édition, París, puesta en escena en Argel en 1967.
- Le Banquet, precedidode un dosier, «La mort absurde des aztèques», París, Librairie académique Perrin, 1973.
- La Cité du soleil, sacada en tres etapas, Argel, 1987, Laphomic, M. Mammeri; Entretien avec Tahar Djaout, pp. 62–94.

### Traducción y crítica literaria
- Les Isefra de Si Mohand ou M’hand, texto bereber y traducción, París, Maspero, 1969, 1978 (ISBN 2-7071-0284-9) et 1982 (ISBN 2-7071-1315-8) ; París, La Découverte, 1987 (ISBN 2-7071-1315-8) et 1994 (ISBN 2-7291-0990-0).
- Poèmes kabyles ancien, textos en bereber y francés, París, Maspero, 1980 (ISBN 2707111503); París, La Découverte, 2001 (ISBN 978-2707134264).
- L‘Ahellil du Gourara, París, M.S.H., 1984 (ISBN 273510107X).
- Yenna-yas Ccix Muhand, Alger, Laphomic, 1989.
- Machaho, contes berbères de Kabylie, París, Bordas.
- Tellem chaho, contes berbères de Kabylie, París, Bordas, 1980.